# Anna Kasprzak
Anna Kasprzak (født 8. december 1989 i Greven i Vesttyskland) er en dansk eliterytter i dressur. Hun var med i OL 2012 i London for hold og individuelt.
Kasprzak boede i Hamborg til hun var syv år, da familjen flyttede til Sønderjylland. Hun begyndte at dyrke dressur som fjortenårig, og hun vandt bronze ved EM i dressur for ungryttere i 2010. Hun stiller op for Rideklubben Hammelev og omegn.
Kasprzak rider på tophesten Donnperignon (født 1999). Det er en vallak af finsk varmblod, også kaldet pepe eller Donnperignon efter champagnen Dom Perignon. Hesten købtes for et millionbeløb i efteråret 2011 af tyskeren Christoph Koschel, som med den vandt EM-sølv for hold 2011 og VM-bronze 2010.
Kasprzak var ikke med ved EM 2011 hvor Danmark med en 6. plads sikrede sig repræsentation ved OL, men gode resultater på hendes nye hest i begyndelsen af 2012, bl.a. sejren i grandprix og grand prix special i Mannheim, sikrede hende en af de tre pladser. Dels på holdet sammen med Anne van Olst og Nathalie zu Sayn Wittgenstein, dels individuelt.
Anna Kasprzaks mor Hanni er Danmarks rigeste kvinde. Hanni Toosbuy Kasprzak og morfar, Karl Toosbuy, er kendt for at bygge ECCO-sko op fra grunden. Anna Kasprzaks tyskfødte far, Dieter Kasprzak, er administrerende direktør i ECCO. Storebror André (født 1988) er professionel golfspiller.
Anna Kasprzak bor på familiens landsted få kilometer fra Haderslev.